# Adhemarius brasiliensis
Adhemarius brasiliensis är en fjärilsart som beskrevs av Clark 1916. Adhemarius brasiliensis ingår i släktet Adhemarius och familjen svärmare. Inga underarter finns listade i Catalogue of Life.